# Mutaa
A mutaa (arabul متعة – mutʿa, „élvezet”) az iszlám vallási jogban, a saríában privát, szóbeli házassági szerződés egy férfi és egy nem házas nő közt, élvezeti célokat szolgáló ideiglenes házasság. Ez a preiszlám eredetű házassági forma még mindig legális a síiták szerint, főként Iránban. Az összes muzulmán jogi iskola egyetért, hogy Mohamed próféta idején a mutaát érvényesnek tekintették, ugyanakkor a legtöbb szunnita úgy tartja, hogy a második kalifa, I. Omár megtiltotta a gyakorlatot, és így hatályon kívül került.
A szerződés hosszát és az ellenszolgáltatás mértékét előre meg kell állapítani. A szerződés minimális időtartama vita tárgyát képezi, egyesek három napot tartanak minimálisan szükségesnek, mások három hónapot vagy egy egész évet. A mutaa célja a szexuális élvezet és nem az utódnemzés. A mutaa megszűntével a feleségnek tartózkodnia kell a közösüléstől (idda) egy ideig, terhesség esetén így lehet meghatározni, ki a gyerek törvényes apja. A mutaából származó gyerekeket az apa kapja meg.